# Октябрське сільське поселення (Сарапульський район)
Октя́брське сільське поселення — муніципальне утворення в складі Сарапульського району Удмуртії, Росія. Адміністративний центр — село Октябрський.
Сільське поселення було утворене 2004 року шляхом виділення зі складу Сарапульського міського округу.
Населення становить 392 особи (2019, 446 у 2010).

## Склад
До складу поселення входять такі населені пункти:
| Населений пункт   | Населення, осіб (2002) | Населення, осіб (2010) |
| ----------------- | ---------------------- | ---------------------- |
| Октябрський, село | -                      | 400                    |
| Ужуїха, селище    | -                      | 46                     |

В поселенні діють школа, садочок, бібліотека, клуб та фельдшерсько-акушерський пункт.